# Przyjaciel Bob
Przyjaciel Bob (jap. ハクション大魔王 Hakushon Daimaō; ang. Bob in the Bottle, 1969–1970) – japoński serial animowany wyprodukowany przez Tatsunoko Production.

## Fabuła
Serial opowiada o dżinie, wywołanym z butelki poprzez kichnięcie. Dżin Bob spełnia każde życzenie małego chłopca, ale sprowadza tym sporo kłopotów.

## Obsada (głosy)
- Tōru Ōhira jako Bob (jap. Hakushon Daimaō)

## Wersja polska
Serial był emitowany w Bajkowym kinie TVN z polskim dubbingiem. Wersję polską przygotowało studio Master Film (wersja amerykańska).